# Agios Dometios
Agios Dometios (griechisch Άγιος Δομέτιος oder Άη Δεμέτης Ai Demetis; türkisch Aydemet) ist eine Stadt, ein Vorort und eine Gemeinde westlich von Nikosia auf Zypern. Die Ortschaft liegt auf einer Höhe von etwa 160 Metern.
1986 ist Agios Dometios zur Gemeinde erklärt worden.

## Name
Der Name kommt vermutlich von einem Heiligen Dometios, der dem Dorf diesen Namen verliehen hatte, allerdings ist nicht bekannt, welcher dies war. Manche Leute meinen, dass er einer der ersten Erzbischöfe von Constantia war. Dieser solle von Leontios Machairas erwähnt worden sein.
Heutzutage wird der heilige persische Dometios geehrt. Dieser erlitt im Jahr 362 den Märtyrertod.

## Geografie

### Geografische Lage

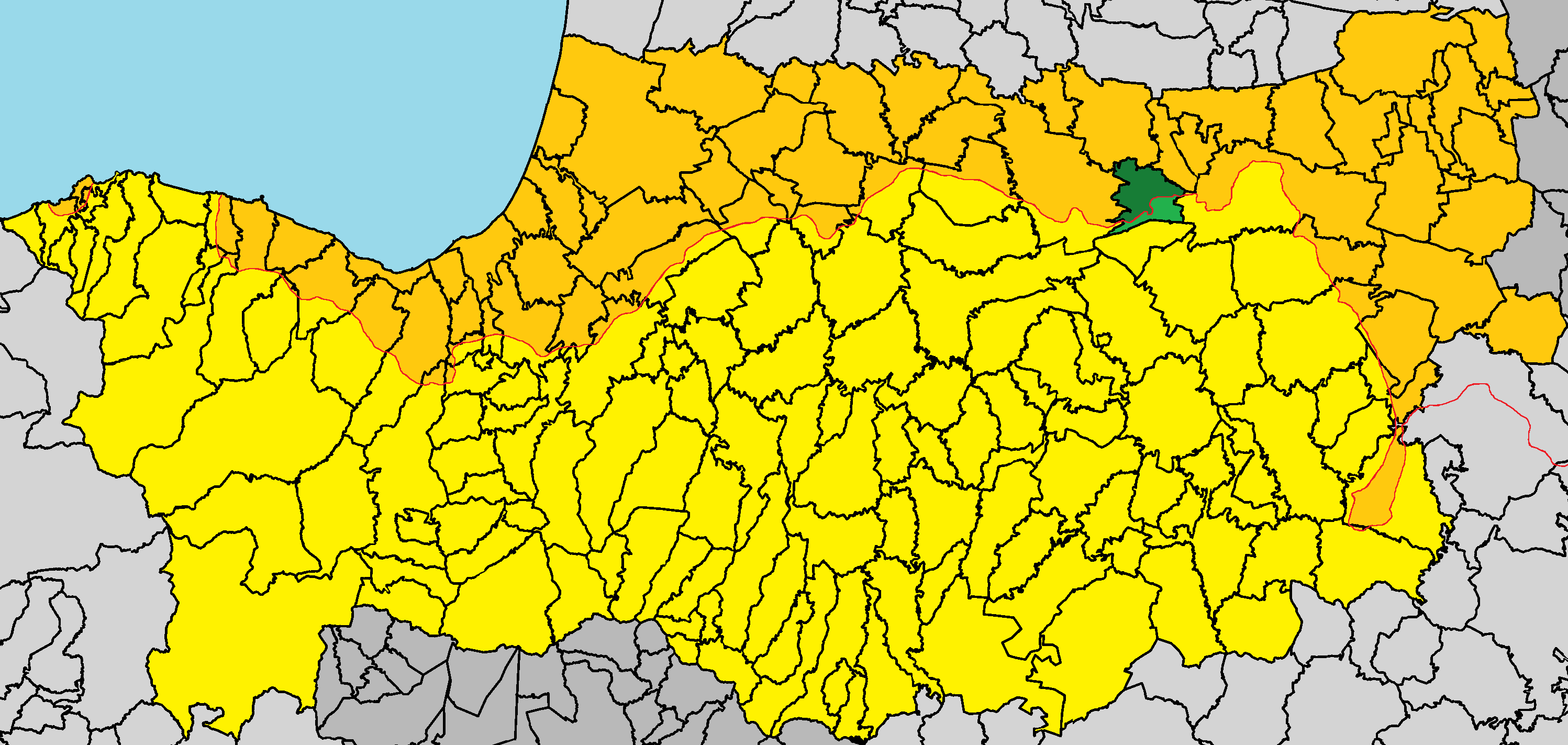
Lage im Bezirk Nikosia

Agios Dometios liegt im Bezirk Nikosia auf Zypern 3 Kilometer westlich der Hauptstadt Nikosia mit einer Verwaltungsfläche von etwa 12 Quadratkilometern. Die Stadt wird von den Flüssen Siemma, Jiinar und Klimis durchquert, östlich befindet sich der Fluss Pedieos.

### Stadtgliederung
Die Gemeinde Agios Dometios ist für Verwaltungszwecke in die zwei Bezirke Agios Pavlos (nördlich) und Agios Georgios (südlich) unterteilt.
Ein großer Teil des Verwaltungsgebiets der Gemeinde liegt seit der türkischen Invasion Zyperns in der Türkischen Republik Nordzypern.

### Nachbargemeinden
Die Nachbargemeinden sind südlich Engomi, östlich Nikosia, nordöstlich Ortakioï, nördlich Gönyeli und westlich Gerolakkos.

## Bevölkerung
Bei der letzten Volkszählung im Jahr 2021 wurden 12.906 Einwohner gezählt. Damit ist Agios Dometios eine der größten Gemeinden Zyperns.

## Politik

### Bürgermeister
Die Bürgermeister der Gemeinde Agios Dometios waren:
- Andreas Cleanthos (1986–1996)
- Andreas Hadjiloizou (1997–2011)
- Costas Petrou (ab 2012)

### Gemeindepartnerschaften
Agios Dometios hat Gemeindepartnerschaften mit:
- Ayios Nikolaos (Griechenland)[8]
- Korydallos (Griechenland)[9]

## Kultur und Sehenswürdigkeiten
- Agios Georgios ist die Hauptkirche von Agios Dometios, ein neueres Gebäude der hauptsächlich kirchlichen Handwerkerarchitektur. Hier befinden sich einige alte Artefakte aus einer früheren Kirche.[2]

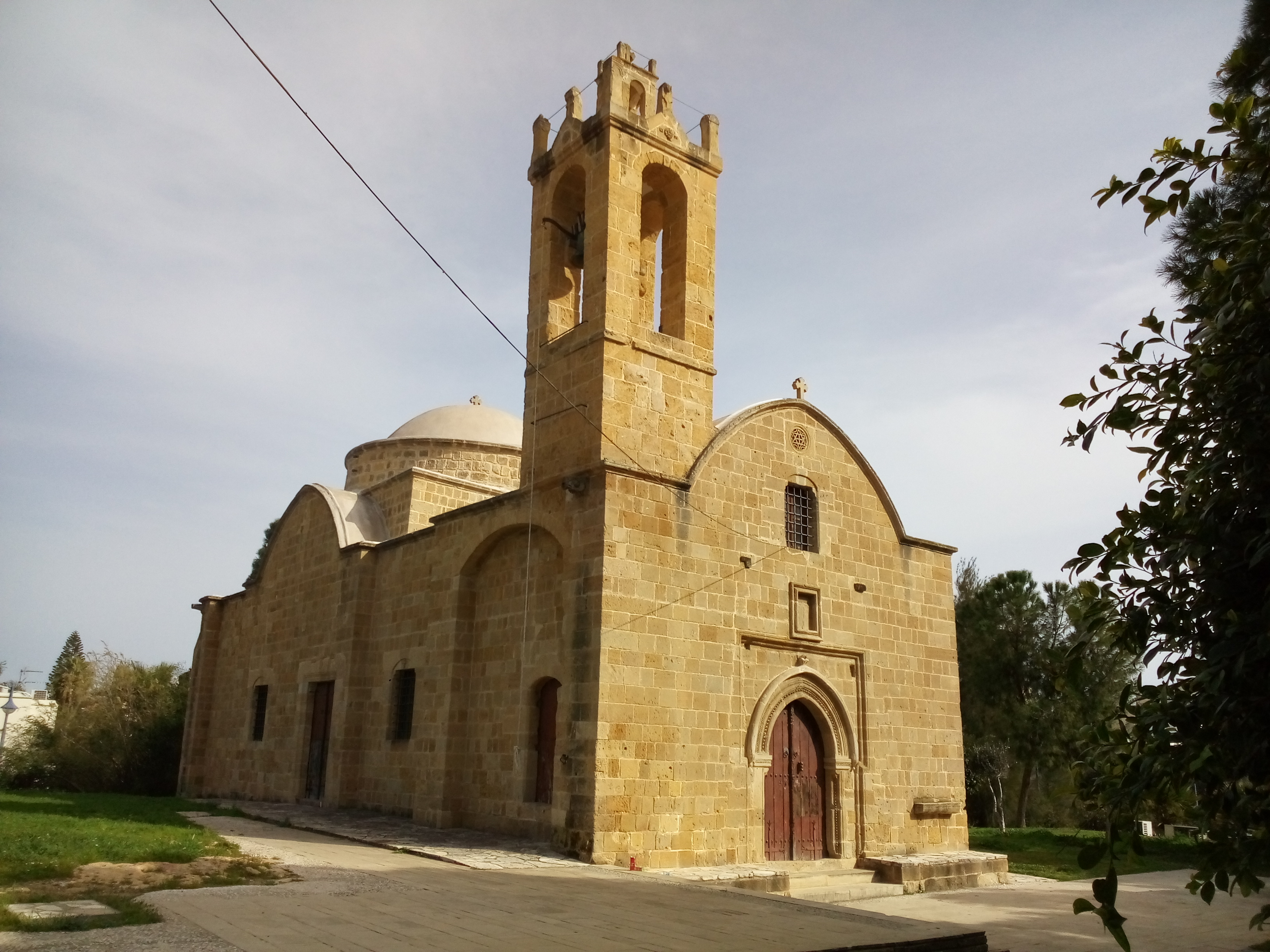
Die Agios-Georgios-Kirche in Agios Dometios